# (18984) Olathe
(18984) Olathe (2000 RA8) – planetoida z pasa głównego asteroid okrążająca Słońce w ciągu 5,86 lat w średniej odległości 3,25 j.a. Odkryta 2 września 2000 roku.